# Vagón alternativo
El Vagón Alternativo es un programa de radio de Quito, Ecuador conducido por Edwin Poveda. Se emitió los sábados en radio Metro Stereo 88.5 FM entre 1998 y 2019. 
El programa se caracterizó por la difusión de obras en géneros musicales hasta entonces desconocidos en el medio ecuatoriano como el madchester, shoegazing, trip hop y britpop, así como ediciones especiales anuales con motivo de Halloween, Navidad y covers. Entre las múltiples bandas que el show difundió están Travis, Embrace, Snow Patrol, Stereophonics, The Wedding Present, Ride, The Killers, Keane, Ash, Manic Street Preachers, The Libertines, Catatonia, Arctic Monkeys, Supergrass y The Jam.
Actualmente, El Vagón Alternativo se distribuye en formato podcast a través de Mixcloud.

## Historia

### Primeros años (1998 - 2008)
La primera emisión tuvo una duración de 60 minutos e inició con la canción "Go Your Own Way" (original de Fleetwood Mac) cover a cargo de The Cranberries. Tras varios episodios, el programa adoptó su formato distintivo de 4 horas de duración, los días sábados de 8PM a 12AM.

### Bandas ecuatorianas independientes (2009)
El programa se concentró durante sus primeros años principalmente en artistas de Norteamérica, Europa y Asia. Sin embargo, en 2009, el programa dio cabida inicialmente a artistas de habla hispana y meses después a producciones musicales independientes de Ecuador que aún no habían sido promocionadas en el dial, tales como Estéreo Humanzee, Motozen, Lagartija Electrónica, entre otras.

### Cambio de horario (2015)
El 31 de julio de 2015, se anuncia un nuevo de horario del programa iniciando de 6PM a 10PM.

### Consecuencias de la Ley Orgánica de Comunicación (2017)
Tras la entrada en vigencia de la Ley Orgánica de Comunicación en Ecuador, cuyo artículo 103 establecía que las emisoras de radio y televisión debían destinar el 50% de su programación a la difusión de música producida y elaborada en territorio nacional, desde 2017 se empezó a incluir rock nacional durante el show de manera paralela por parte de la radio Metro Stereo, pero no como parte de la agenda de El Vagón Alternativo, restándole minutos al programa.

### Salida del aire ystreamingen vivo (2019 - 2023)
El 29 de enero de 2019, se anuncia la decisión de Radio Metro Stereo de retirar a El Vagón Alternativo de su programación. Consecuentemente, el 2 de febrero de 2019, se anuncia una nueva edición del programa a través de Listen2MyRadio.
El 14 de octubre de 2023 fue la última transmisión en vivo de El Vagón Alternativo vía radio online.

### Transición a formato podcast (2023-presente)
Desde el 11 de noviembre de 2023, El Vagón Alternativo se publica en forma de podcast semanal a través de Mixcloud.

## Influencias y legado
El Vagón Alternativo influyó en una generación de productores ecuatorianos que siguieron su formato para realización de podcasts en radios en línea, tales como Plan Arteria, Ultramotora, Caricato Rock and Pod y Radio Cocoa. Se convirtió en la vitrina para artistas ecuatorianos independientes de géneros musicales alternativos, que se limitaban a una audiencia en internet y que tras su difusión en el programa alcanzaron mayor acogida en otras emisoras e inclusión en festivales nacionales.
La gran afición de su conductor, Edwin Poveda, por Morrissey fue uno de los factores que contribuyeron para dar lugar al concierto del mencionado artista en Quito, el día sábado 7 de noviembre de 2015.